# Ammothea depolaris
Ammothea depolaris är en havsspindelart som beskrevs av Stock, J.H. 1966. Ammothea depolaris ingår i släktet Ammothea och familjen Ammotheidae. Inga underarter finns listade i Catalogue of Life.